# Луноход (програма)
Луноход е името на двойка автоматични спускаеми апарата (Луноход 1 и Луноход 2) за изследване на лунната повърхност, доставени на Луната през 1970 г. и 1973 г. от СССР. Изследванията са проведени едновременно с орбиталните апарати по програмата Зонд. Главната им цел е заснимане на лунната повърхност. Мисията спомага за успешното осъществяване на програмата Луна, доставила образци от лунната повърхност на Земята.
Апаратите са построени в конструкторското бюро Лавочкин.

## Разработка
Основната мисия на двата Лунохода е проучване и оглеждане за места от повърхността, които могат да послужат за следващите пилотирани приземявания на Луната и възможността за построяване на Лунни бази. Възнамерявало се е апаратът да изпрати радиосигнал, за да може пилотираният космически кораб да кацне по-прецизно. Замислено е било апаратите да се използват от един космонавт. Вместо това са използвани за автоматично изследване на Лунната повърхност след успешните пилотирани полети от програма Аполо.

## Резултати
За 322 дни, в които Луноход 1 е действащ, изминава 10,5 км изпраща над 20 000 снимки и 206 панорамни снимки с висока резолюция. В допълнение взима 25 проби от почвата.
Луноход 2 работи 4 месеца, като успява да покрие 37 км терен, включително и хълмисти височини. Изпраща 86 панорамни снимки и над 80 000 снимки. Освен това извършва множество опити, експерименти и измервания.